# Niemisensaari
Niemisensaari är en ö i Finland. Den ligger i sjön Nieminen och i kommunen Idensalmi i den ekonomiska regionen  Övre Savolax ekonomiska region  och landskapet Norra Savolax, i den centrala delen av landet, 400 km norr om huvudstaden Helsingfors. Öns area är 5,2 hektar och dess största längd är 500 meter i nord-sydlig riktning.